# Laueit
Laueit ist ein selten vorkommendes Mineral aus der Mineralklasse der „Phosphate, Arsenate und Vanadate“. Es kristallisiert im triklinen Kristallsystem mit der chemischen Zusammensetzung Mn2+Fe23+[OH|PO4]2·8H2O und damit chemisch gesehen ein wasserhaltiges Mangan-Eisen-Phosphat mit zusätzlichen Hydroxidionen.
Laueit entwickelt durchsichtige bis durchscheinende Kristalle bis etwa drei Millimeter Größe mit tafeligem bis prismatischem Habitus und glasähnlichem Glanz auf den Oberflächen. Seine Farbe variiert zwischen Honig- bis Bernsteinbraun bzw. Gelb bis Rötlichorange, seine Strichfarbe ist jedoch immer weiß.

## Etymologie und Geschichte

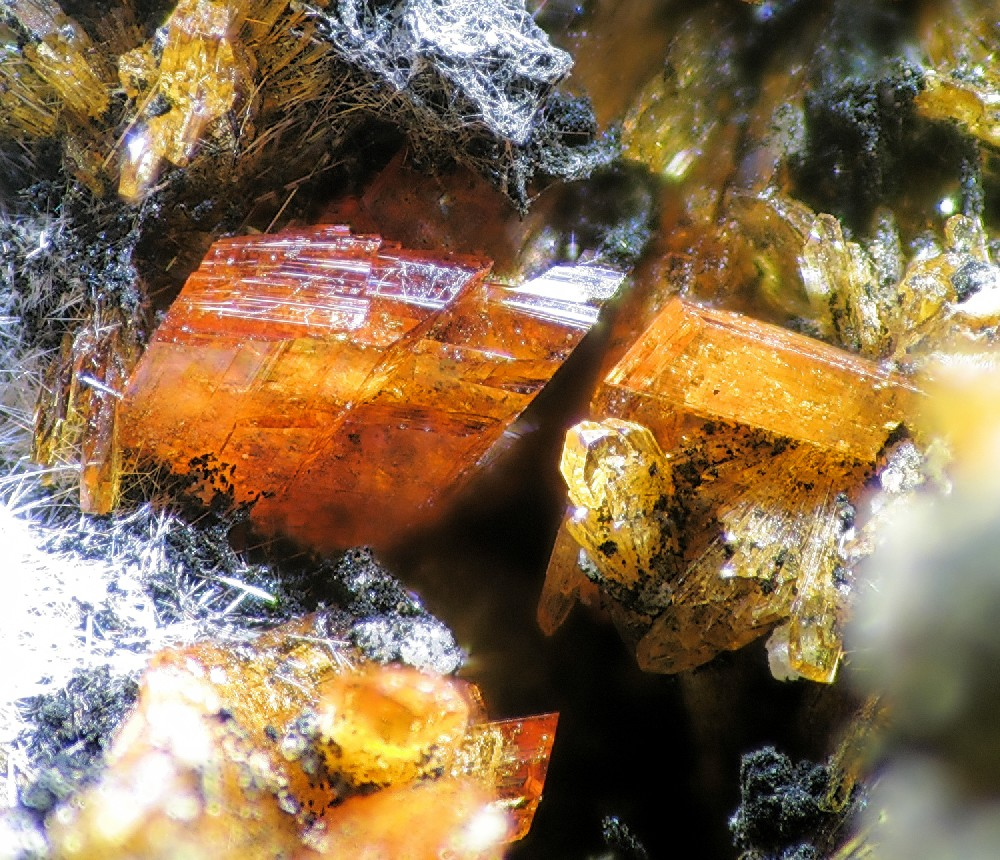
Orangebrauner Laueit und gelber Jahnsit aus Hagendorf/Waidhaus, Oberpfälzer Wald, Bayern (Bildbreite: 2 mm)

Erstmals entdeckt wurde Laueit in der Grube Cornelia bei Hagendorf-Süd/Waidhaus im Oberpfälzer Wald in Bayern und beschrieben 1954 von Karl Hugo Strunz, der das Mineral nach dem deutschen Physiker und Nobelpreisträger Max von Laue benannte.
Das Typmaterial des Minerals wird im Institut für Mineralogie und Kristallographie der Technischen Universität Berlin unter den Katalognummern 89/193, 89/192, 89/200 und 92/54 aufbewahrt.
Da der Laueit bereits lange vor der Gründung der International Mineralogical Association (IMA) bekannt und als eigenständige Mineralart anerkannt war, wurde dies von ihrer Commission on New Minerals, Nomenclature and Classification (CNMNC) übernommen und bezeichnet den Laueit als sogenanntes „grandfathered“ (G) Mineral. Die ebenfalls von der IMA/CNMNC anerkannte Kurzbezeichnung (auch Mineral-Symbol) von Laueit lautet „Lae“.

## Klassifikation
In der veralteten 8. Auflage der Mineralsystematik nach Strunz gehörte der Laueit zur Mineralklasse der „Phosphate, Arsenate und Vanadate“ und dort zur Abteilung „Wasserhaltige Phosphate, Arsenate und Vanadate mit fremden Anionen“, wo er gemeinsam mit Gordonit, Paravauxit und Sigloit in der „Gordonit-Reihe“  mit der Systemnummer VII/D.04 steht.
Im zuletzt 2018 überarbeiteten „Lapis-Mineralienverzeichnis“, das sich im Aufbau noch nach der alten Form der Systematik von Karl Hugo Strunz richtet, erhielt das Mineral die System- und Mineralnummer VII/D.10-050. In der „Lapis-Systematik“ entspricht dies der Klasse der „Phosphate, Arsenate und Vanadate“ und dort der Abteilung „Wasserhaltige Phosphate, mit fremden Anionen“, wo Laueit zusammen mit Ferrolaueit, Gordonit, Kummerit, Maghrebit, Mangangordonit, Nordgauit, Paravauxit, Sigloit und Ushkovit die „Paravauxitgruppe“ mit der Systemnummer VII/D.10 bildet.
Die von der International Mineralogical Association (IMA) zuletzt 2009 aktualisierte 9. Auflage der Strunz’schen Mineralsystematik ordnet den Laueit in die Klasse der „Phosphate, Arsenate und Vanadate“ und dort in die Abteilung „Phosphate usw. mit zusätzlichen Anionen; mit H2O“ ein. Hier ist das Mineral in der Unterabteilung „Mit ausschließlich mittelgroßen Kationen; (OH usw.) : RO4 = 1 : 1 und < 2 : 1“ zu finden, wo es zusammen mit Ferrolaueit, Gordonit, Maghrebit, Kastningit, Mangangordonit, Paravauxit, Pseudolaueit, Sigloit, Stewartit und Ushkovit die „Laueitgruppe“ mit der Systemnummer 8.DC.30 bildet.
In der vorwiegend im englischen Sprachraum gebräuchlichen Systematik der Minerale nach Dana hat Laueit die System- und Mineralnummer 42.11.10.01. Das entspricht der Klasse der „Phosphate, Arsenate und Vanadate“ und dort der Abteilung „Wasserhaltige Phosphate etc., mit Hydroxyl oder Halogen“. Hier findet er sich innerhalb der Unterabteilung „Wasserhaltige Phosphate etc., mit Hydroxyl oder Halogen mit (AB)4(XO4)3Zq × x(H2O)“ in der „Laueitgruppe“, in der auch Stewartit, Pseudolaueit, Ushkovit und Ferrolaueit eingeordnet sind.

## Kristallstruktur
Laueit kristallisiert isotyp mit Gordonit im triklinen Kristallsystem in der Raumgruppe P1 (Raumgruppen-Nr. 2) mit den Gitterparametern a = 5,28 Å; b = 10,66 Å; c = 7,14 Å; α = 107,9°; β = 111,0° und γ = 71,1° sowie einer Formeleinheit pro Elementarzelle.

## Modifikationen und Varietäten
Die Verbindung Mn2+Fe23+[OH|PO4]2·8H2O ist trimorph und kommt in der Natur neben dem triklinen Laueit noch als monoklin kristallisierender Pseudolaueit und als ebenfalls triklin, jedoch mit anderen Gitterparametern kristallisierender Stewartit vor.

## Bildung und Fundorte

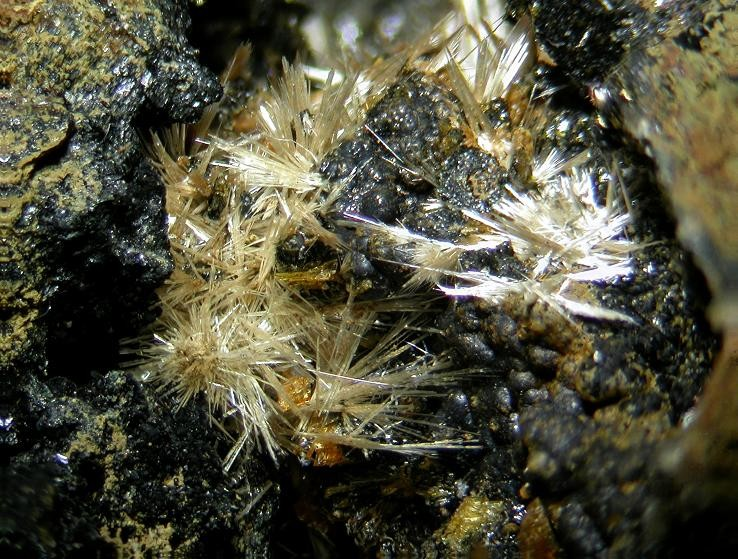
Nadeliger Strunzit und orange Laueitkristalle auf einer schwarzen Rockbridgeit-Kruste aus Hagendorf/Waidhaus im Oberpfälzer Wald, Bayern (Sichtfeld: 8 mm)

Laueit bildet sich hydrothermal in oxidierten triphylinhaltigen Granit-Pegmatiten. Als Begleitminerale treten unter anderem Ludlamit, Pseudolaueit, Rockbridgeit, Siderit, Stewartit und Strunzit auf.
Als seltene Mineralbildung konnte Laueit nur wenigen Fundorten nachgewiesen, wobei weltweit bisher rund 80 Vorkommen dokumentiert sind (Stand 2024). Neben seiner Typlokalität „Grube Cornelia“ bei Hagendorf-Süd/Waidhaus trat das Mineral in Deutschland noch in der ebenfalls bei Waidhaus liegenden Silbergrube, am Hühnerkobel bei Zwiesel in Bayern sowie in der Grube Clara bei Oberwolfach in Baden-Württemberg auf.
Weitere Fundorte liegen unter anderem in Argentinien, Australien, Brasilien, Finnland, Frankreich, Italien, Namibia, Portugal, Russland, Schweden, Tschechien und in den Vereinigten Staaten von Amerika (USA).